# Глинських Геннадій Степанович
Глинських Геннадій Степанович (нар. 6 грудня 1951 — 20 травня 1980) — радянський військовик, учасник афганської війни. Посмертно нагороджений орденом Червоної зірки.

## Життєпис

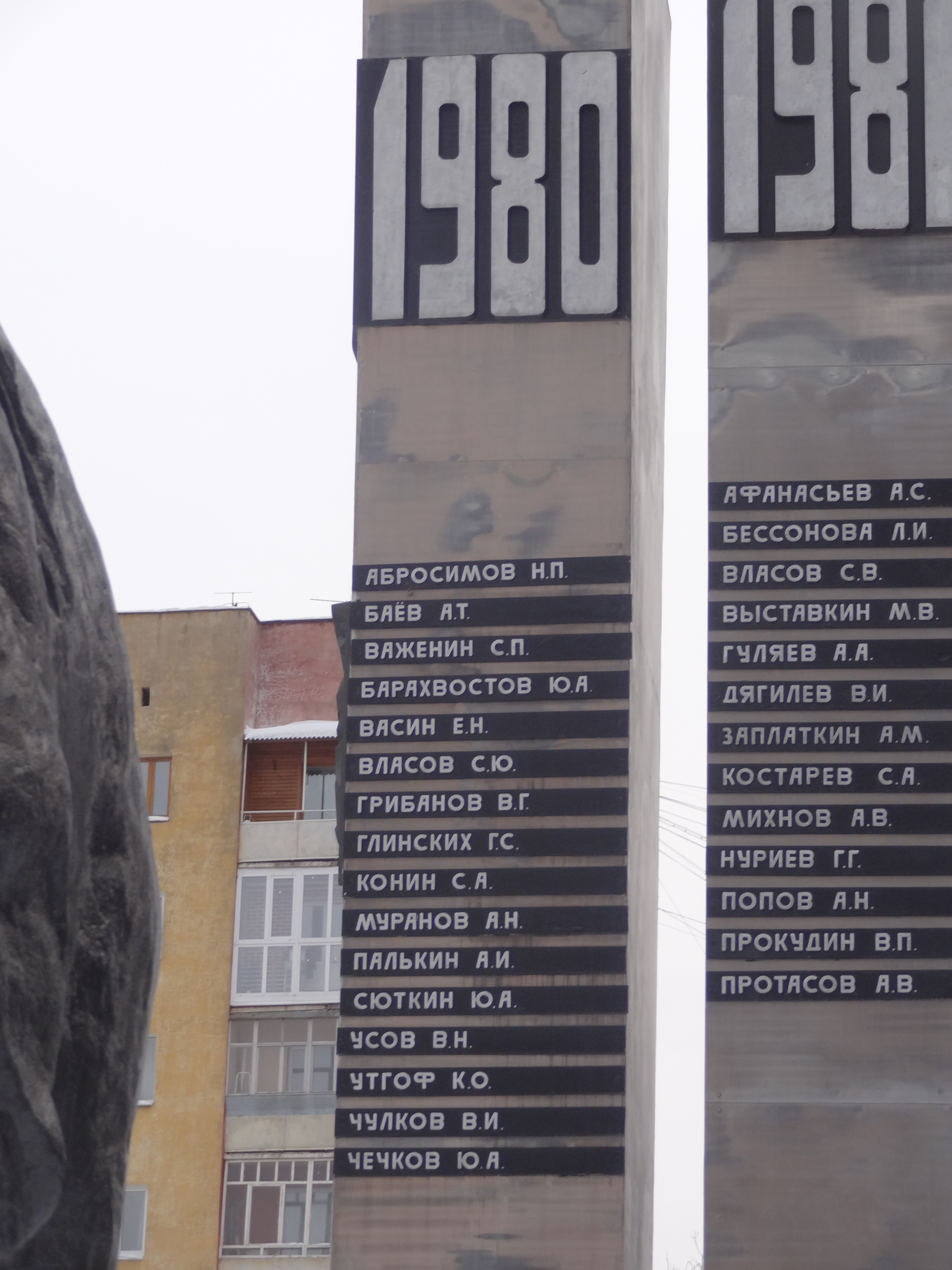
Прізвище Глинських на меморіалі у Єкатеринбурзі

Народився 6 грудня 1951 року у місті Асбест Свердловської області. Він був старшою дитиною у родині фронтовика Степана Глинських та його дружини Марії Федорівни, працівниці «Нікельзаводу». Окрім Геннадія родина мала ще чотирьох дітей. Пізніше з батьками переїхав у місто Реж, де закінчив середню школу № 3 в 1969 році. Продовжив навчання у Челябінському вищому танковому командному училищі. У 1970 році втратив батька. По закінченню училища служив у Дрездені в Групі радянських військ у Німеччині.
У 1979 році його перевели до Туркестанського військового округу. Мешкав з родиною у Термезі. Наступного року був направлений до Афганістану, відіславши родину до Челябінська. Служив командиром 3-го мотострілецького батальйону 181-го мотострілецького полку 108-ї мотострілецької дивізії. 20 травня 1980 року, поблизу розщелини Мазар та селища Газ-набат, його загін був оточений ворогом. Завдяки командуванню Глинського, радянським військовим вдалося вийти з оточення. Однак, сам Геннадій Глинських помер від кулі снайпера, який влучив йому у голову. Його підлеглий, Заур Валієв, стверджував, що Глинський помер героїчно, взявши удар на себе, тим самим врятувавши життя інших бійців. У тому ж бою загинув підлеглий Глинських — рядовий Володимир Слаквін.
Був одружений, від дружини Тетяни мав двох синів: Олексія та Антона.
Похований на Успенському кладовищі Челябінська.

## Нагороди
- орден Червоної Зірки (посмертно)
- Медаль «Воїну-інтернаціоналісту від вдячного афганського народу» (посмертно)
- Медаль «За бездоганну службу»
- Медаль «За відзнаку у військовій службі»
- Грамота Президії Верховної Ради СРСР «Воїну-інтернаціоналісту» (посмертно)[5]

## Пам'ять
- На будівлі челябінської школи № 3 була встановлена меморіальна дошка на честь Геннадія Глинського[6].
- Його ім'я викарбуване на одній з плит Меморіалу «Чорний тюльпан»[ru] у Єкатеринбурзі.
- Його ім'я викарбуване на одній з плит Меморіалу загинувшим воїнам-інтернаціоналістам у Челябінську[7].